# Дуда Баље
Дуда Баље (Призрен, 16. октобар 1977) бошњачка је политичарка са Косова и Метохије. Посланица је у Скупштини Републике Косово и председница Социјалдемократске уније.

## Биографија
Рођена је 1977. у Призрену као Дуда Коска. Њена породица је пореклом из Горе, одакле су се одселили у Призрен њени деда и баба. Касније је са својом породицом живела у Новом Саду, да би се вратили у Призрен због бојазни њених родитеља да се не уда за немуслимана. По повратку у Призрен убрзо упознаје свог будућег супруга и удаје се у својој 17 години. Дипломирала је на Економском факултету Универзитета у Новом Саду, магистрирала је бисниз економију и докторирала на Универзитету Едуконс у области управљања људским ресурсима. Радила је као менаџерка у болници за гинекологију Genesis у Београду, затим као асистент генералног директора Фабрике шећера у Новом Саду и била је члан управног одбора Hidroregjioni Jugor из Призрена.

## Политичко деловање
Иако горанског порекла Дуда Баље се декларише као Бошњакиња. Она приступа Демократској странци Бошњака, која је део бошњачке политичке коалицији Вакат, са којом учествује на изборима 2010. године за посланике Скупштине Републике Косово. Коалиција Вакат осваја два мандата и Баље постаје посланик испред бошњачке заједнице. Посланички мандат Баље осваја и на парламентарним изборима 2014. и 2017. године. Након ванредних парламентарних избора 2019, на којима поново добија посланички мандат, Дуда Баље одлучује да напусти Демократску странку Бошњака и оснује нову странку, Социјалдемократску унију. Странка је регистрована јануара 2020. године, а Дуда Баље је постала њена председница. На ванредним парламентарним изборима 2021. Социјалдемократска унија је освојила 2.549 гласова, чиме је Баље добила један посланички мандат испред бошњачке заједнице, након што је Централна изборна комисија поништила 4.205 гласова које је освојила Уједињена заједница Адријане Хоџић у већински српским срединама.

### Контроверзе
Председник Странке демократске акције Косова, Нуман Балић, изјавио је марта 2021. да Дуда Баље није легитимни представник Бошњака јер је она Горанка. Баље говори екавским изговором српског језика, међутим, она га назива босанским језиком. Године 2013. Дуда Баље је изјавила да будућа Заједница српских општина, чије је формирање договорено Бриселским споразумом, неће бити невладина организација, већ да ће имати шире надлежности. Касније је променила мишљење, поредећи Заједницу српских општина са Републиком Српском и како је она у супротности са Уставом Републике Косово.
Ми Бошњаци обожавамо своју домовину Косово такву каква је и вечно смо захвални на једнакој прилици коју нам пружа. Бићемо раме уз раме са албанским народом у борби за правду и светску цивилизацију. Склоните руке од импровизација попут Републике Српске.— Дуда Баље, 17 октобар 2020.